# جوجل باي
جوجل باي أو قوقل باي (بالإنجليزية: Google Pay)‏ (وتكتب الآن G Pay ، سابقًا تعرف بـ ادفع مع قوقل و أندرويد باي) هي عبارة عن منصة محفظة رقمية ونظام دفع عبر الإنترنت طورت بواسطة جوجل لتسيير عمليات الشراء داخل التطبيقات وخواص انقر وادفع على الأجهزة المحمولة، مما يتيح للمستخدمين إجراء عمليات الدفع باستخدام هواتف أندرويد أو الأجهزة اللوحية أو الساعات الذكية.
اعتبارًا من 8 يناير 2018، دمج نظامي أندرويد باي ومحفظة جوجل القديمين في نظام دفع واحد يسمى جوجل باي. كما انهت على العلامة التجارية لميزة الملء التلقائي في جوجل كروم. تعتمد خدمة جوجل باي ميزات كل من أندرويد باي ومحفظة جوجل من خلال خدمات الدفع في المتجر إلى نظير عبر الإنترنت.
قامت الخدمة التي بدل اسمها بتقديم واجهة برمجة تطبيقات جديدة تتيح للتجار إضافة خدمة الدفع إلى مواقع الويب والتطبيقات مثل سترايب و Braintree ومساعد جوجل. تتيح الخدمة للمستخدمين استخدام بطاقات الدفع الموجودة لديهم في جوجل بلاي.
أضاف تطبيق جوجل باي أيضًا دعمًا لتذاكر الطيران وتذاكر الأحداث في مايو 2018.

## الخدمات
يستخدم جوجل باي الاتصال قريب المدى (NFC) لنقل معلومات البطاقة لتسهيل تحويل الأموال إلى تاجر التجزئة. وهي تحل محل رقاقة بطاقة الائتمان أو الخصم ورقم التعريف الشخصي أو بطاقات ذات الشريط الممغنط في نقاط البيع من خلال السماح للمستخدم بتحميلها في محفظة جوجل باي. وهو مشابه لفكرة المدفوعات غير التلامسية المستخدمة بالفعل في العديد من البلدان، مع إضافة مصادقة ثنائية. تتيح الخدمة لأجهزة أندرويد الاتصال لاسلكيًا مع أنظمة نقاط البيع باستخدام هوائي خاص للإتصال بالمدى القريب (NFC) ومحاكاة البطاقة المستندة إلى المضيف (HCE) وأمن أندرويد.
يستفيد جوجل باي من المصادقة المادية مثل قارئ بصمة الإصبع عند توفرها. وعلى الأجهزة التي لا تحتوي على معرف بصمة الإصبع، يفعل برنامج جوجل باي باستخدام رمز مرور. عندما يقوم المستخدم بالدفع للتاجر، فإن جوجل باي لا يرسل رقم بطاقة الائتمان أو الخصم عند الدفع. بدلاً من ذلك، ينشيء رقم حساب افتراضي يمثل معلومات حساب المستخدم. تحافظ هذه الخدمة على معلومات الدفع الخاصة بالعميل، وإرسال رمز الحماية لمرة واحدة بدلاً من البطاقة أو تفاصيل المستخدم.
يتطلب جوجل باي ضبط قفل الشاشة على الهاتف. ولا يوجد لديه حدود للدفع.
يمكن للمستخدمين إضافة بطاقات الدفع إلى الخدمة عن طريق التقاط صورة للبطاقة، أو عن طريق إدخال معلومات البطاقة يدويًا. للدفع عند نقاط البيع، يمسك المستخدمون أجهزتهم ويمررونها بنظام الدفع الخاص بنقاط البيع. تتمتع الخدمة بالمصادقة الذكية، مما يسمح للنظام باكتشاف متى يعتبر الجهاز آمناً (على سبيل المثال إذا الغي قفله في الدقائق الخمس الأخيرة) ويطلب فك القفل إذا لزم الأمر. قال الرئيس التنفيذي لشركة سبرينق Alan Tisch إن جوجل باي تعمل على تحسين أعمال التسوق عبر الأجهزة المحمولة من خلال دعم «زر الشراء» المدعوم من جوجل باي المدمج في التصميم الخاص للبائع.

## التاريخ
اطلقت الخدمة في الأصل باسم أندرويد باي، وصدرت الخدمة في جوجل آي / أو عام 2015.
كان أندرويد باي بمثابة خليفة للقاعدة التي أنشأتها محفظة جوجل والتي صدرت في عام 2011. واستخدمت أيضًا تقنية من Softcard المدعومة من شركات الاتصالات - وحصلت جوجل على ملكيتها الفكرية في فبراير 2015. عند الإطلاق، كانت الخدمة متوافقة مع 70٪ من أجهزة أندرويد، وكانت مقبولة في أكثر من 700,000 متجر. ولا تزال محفظة جوجل تعمل على عمليات الشراء من متجر بلاي على شبكة الإنترنت وبعض مدفوعات نظير إلى نظير، على سبيل المثال في خدمات بريد (جي ميل).
اعتبارًا من 2017 ، أصبحت متوفرة في الولايات المتحدة وكندا والبرازيل والمملكة المتحدة وأيرلندا وإسبانيا وبلجيكا وبولندا وجمهورية التشيك وأوكرانيا وروسيا وسنغافورة وهونغ كونغ وتايوان واليابان وأستراليا ونيوزيلندا. وعند إطلاقها في المملكة المتحدة، دعمت أندرويد باي

شعار العلامة التجارية السابقة للخدمة ، أندرويد باي.

بطاقات ماستر كارد وفيزا الائتمانية المدعومة من العديد من المؤسسات المالية الرئيسية في المملكة المتحدة - بما في ذلك:
بنك اسكتلندا و First Direct و Halifax وإتش إس بي سي و Lloyds Bank و M&S Bank
و MBNS و NBNwide Building Society -
«مع بنوك جديدة ستضاف تدريجيا» وفقا لجوجل. سيتم إدراج Natwest و RBS و Ulster Bank في 14 سبتمبر. في 8 سبتمبر 2016، تم الإبلاغ عن مشاركة بنوك TSB و Santander في المملكة المتحدة «خلال الأسابيع القادمة». تم إطلاق أندرويد باي في سنغافورة في 28 يونيو 2016،  وفي أستراليا في 14 يوليو 2016. تم إطلاق أندرويد باي في جمهورية أيرلندا في 7 ديسمبر 2016 وهو متاح مبدئيًا لعملاء AIB و KBC . تعمل الخدمة مع كل من بطاقات الائتمان والخصم.
في عام 2016، بدأت جوجل تجربة عامة في وادي السيليكون لتطبيق جوال يسمى Hands Free. في هذا النظام، لا يحتاج العميل إلى تقديم هاتف أو بطاقة. بدلاً من ذلك، يعلن أحد العملاء عن رغبته في «الدفع باستخدام جوجل» وإعطاء الأحرف الأولى له إلى أمين الصندوق، الذي يتحقق من هويته من خلال صورة سبق تحميلها على النظام. لن يأذن هاتف العميل بالدفع إلا إذا أشار نظام الموقع الجغرافي الخاص به إلى أنه قريب من أحد المتاجر المشاركة.
في 18 سبتمبر 2017، أطلقت جوجل تطبيق Tez الذي يستند إلى UPI في الهند. في 28 أغسطس 2018، أعادت جوجل تسمية Tez إلى جوجل باي.
في 8 كانون الثاني (يناير) 2018، أعلنت جوجل عن دمج محفظة جوجل مع أندرويد باي، مع إعادة تسمية الخدمة ككل باسم جوجل باي. ويهدف هذا الدمج على توسيع النظام الأساسي إلى دفعات تستند إلى الويب مدمجة في خدمات جوجل وخدمات الجهات الخارجية الأخرى. بدأ طرح العلامة التجارية الجديدة كتحديث لتطبيق أندرويد في 20 فبراير 2018 ؛ تم منح التطبيق تصميمًا محدثًا، ويعرض الآن قائمة مخصصة للمتاجر القريبة التي تدعم جوجل باي.
في 21 ديسمبر 2018، حصلت Google Payment على ترخيص للنقود الإلكترونية في ليتوانيا - سيمكن الترخيص جوجل من معالجة المدفوعات وإصدار الأموال الإلكترونية والتعامل مع محافظ النقود الإلكترونية في الاتحاد الأوروبي.

## التواجد العالمي

### البلدان المدعومة
| التاريخ         | دعم لبطاقات الدفع الصادرة في                                                                                    |
| --------------- | --- |
| سبتمبر 11, 2015 | الولايات المتحدة                                                                                                |
| ماي 18, 2016    | المملكة المتحدة                                                                                                 |
| يونيو 27, 2016  | سنغافورة |
| يوليو 13, 2016  | أستراليا |
| أكتوبر 20, 2016 | هونغ كونغ |
| نوفمبر 17, 2016 | بولندا |
| ديسمبر 1, 2016  | نيوزيلندا |
| ديسمبر 7, 2016  | جمهورية أيرلندا                                                                                                 |
| ديسمبر 13, 2016 | اليابان |
| مارس 7, 2017    | بلجيكا |
| ماي 23, 2017    | روسيا |
| ماي 31, 2017    | كندا |
| يونيو 1, 2017   | تايوان |
| يوليو 26, 2017  | إسبانيا |
| نوفمبر 1, 2017  | أوكرانيا |
| نوفمبر 14, 2017 | البرازيل |
| نوفمبر 14, 2017 | جمهورية التشيك                                                                                                  |
| فبراير 28, 2018 | سلوفاكيا |
| يونيو 26, 2018  | ألمانيا |
| يوليو 31, 2018  | كرواتيا |
| أغسطس 28, 2018  | الهند (مبنية على اساس الواجهه الموحدة للمدفوعات في الهند وعُرف سابقا باسم Tez و الذي تم إطلاقه في 17 أغسطس 2017) |
| سبتمبر 19, 2018 | إيطاليا |
| أكتوبر 30, 2018 | الدنمارك |
| أكتوبر 30, 2018 | فنلندا |
| أكتوبر 30, 2018 | النرويج |
| أكتوبر 30, 2018 | السويد |
| نوفمبر 14, 2018 | الإمارات العربية المتحدة                                                                                        |
| نوفمبر 27, 2018 | تشيلي |
| ديسمبر 11, 2018 | فرنسا |
| أبريل 30, 2019  | سويسرا |
| 2020 [متوقع]    | بيلاروس |

التوافر العالمي لـ Google Pay - أخضر داكن: متوفر / أخضر فاتح: مخطط مستقبلي

تلك الموجودة على خلفية صفراء فاتحة: تم إصدارها في الأصل باسم أندرويد باي.
على الساعات، يتوفر جوجل باي فقط في أستراليا وكندا وفرنسا وألمانيا وسويسرا وإيطاليا وبولندا وروسيا وإسبانيا والمملكة المتحدة والولايات المتحدة.

### الشبكات المدعومة
- فيزا / فيزا مدين / فيزا إلكترون
- ماستركارد / الخصم ماستركارد
- أمريكان اكسبريس
- ديسكوفر
- داينرز كلوب
- جي سي بي (JCB)
- مايسترو
- باي بال في الولايات المتحدة، ألمانيا
- EFTPOS في أستراليا
- Interac في كندا
- بطاقة nanaco ذات القيمة المخزنة في اليابان
- بطاقة إدي ذات القيمة المخزنة في اليابان
- واجهة المدفوعات الموحدة في الهند [71]

## روابط خارجية
- الموقع الرسمي